# ادوین اچ کولپیتس
ادوین هنری کولپیتس (۱۹ ژانویه ۱۸۷۲ – ۶ مارس ۱۹۴۹) یکی از پیشگامان مخابرات بود که به دلیل اختراع نوسان‌ساز کولپیتس مشهور است. وی و دانشمندان تحت هدایت وی بعنوان رئیس شعبه تحقیقاتی وسترن الکتریک در اوایل دهه ۱۹۰۰ به پیشرفت‌های چشمگیری در زمینه تولید نوسان‌سازها و تقویت‌کننده‌های پوش-پول لامپ خلأ دست یافتند. در سال ۱۹۱۵، تیم وی با موفقیت اولین تلفن رادیویی ترانس آتلانتیک را به نمایش گذاشت. کولپیتس در سال ۱۹۴۹ در خانه در اورنج، نیوجرسی، ایالات متحده درگذشت و جسد وی در پون دی بوت، نیوبرانزوک، کانادا به خاک سپرده شد. از او همسرش گریس پنی کولپیتس و پسرش دونالد بی کولپیتس به جا مانده بودند.

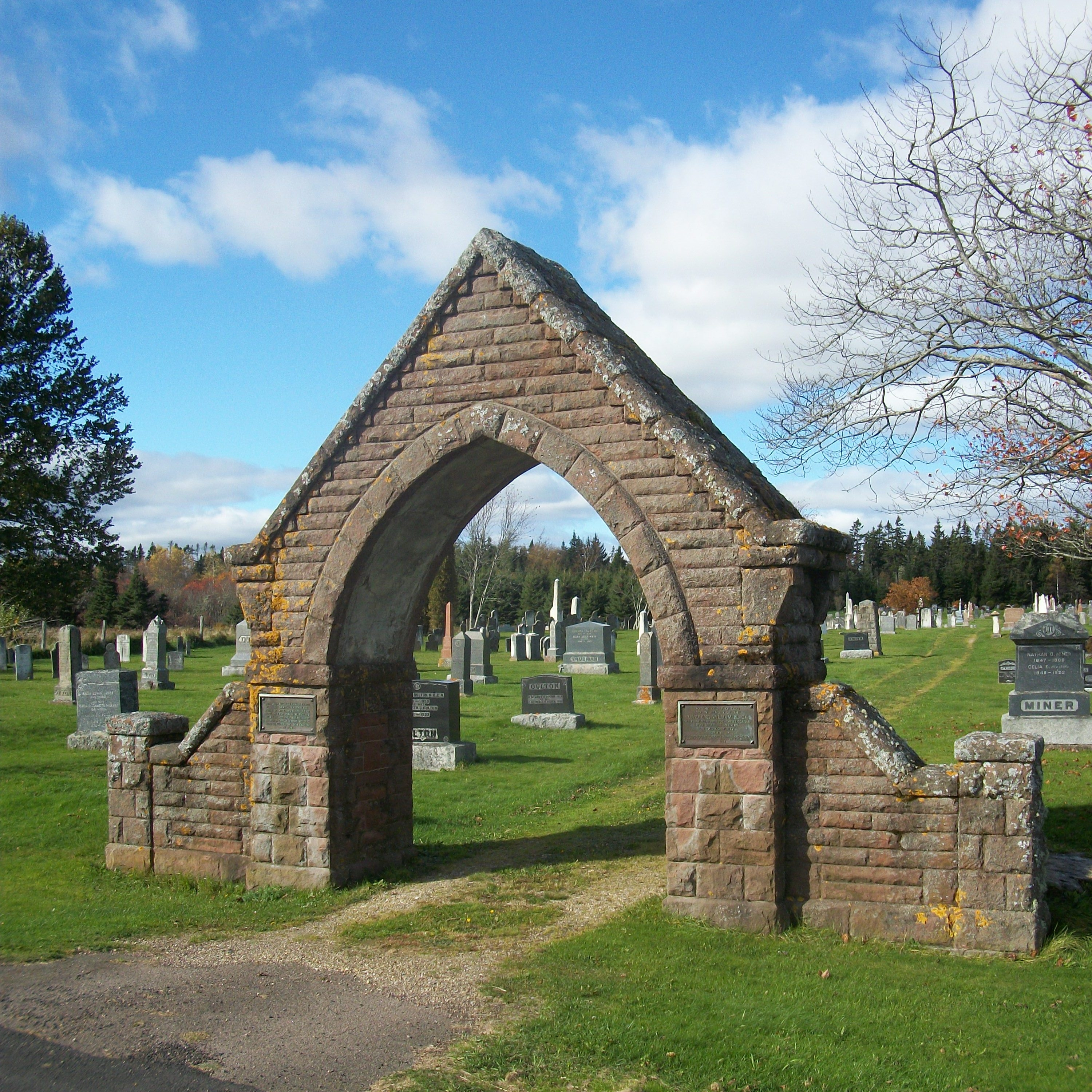
قبرستانی در پون دی بوت، نیوبرانزوک، جایی که کولپیتس دفن شده‌است.

آزمایشگاه‌های تحقیقاتی وسترن الکتریک در سال ۱۹۲۵ به بخشی از آزمایشگاه‌های بل تبدیل شدند. کولپیتس پیش از بازنشستگی به سمت معاون رئیس آزمایشگاه‌های بل رسید.
در سال ۱۹۴۰، کولپیتس برای ریاست کمیته بررسی وضعیت توسعه سونار در نیروی دریایی ایالات متحده از بازنشستگی فراخوانده شد. گزارش کمیته محدودیت‌های اساسی سونار آمریکایی را در مقایسه با تحولات آلمان شناسایی کرد، که این امر باعث تسریع تحقیقات بنیادی سونار شد.
وی در سال ۱۹۴۸ مدال الیوت کرسون را دریافت کرد.